# Holden Monaro Coupé
De Holden Monaro Coupé is de standaard coupéuitvoering van de Australische wagen Holden Monaro. Deze coupé, die sinds 2001 op de markt is, is leverbaar in acht verschillende versies en wordt in het Verenigd Koninkrijk, waar de Monaro in de Vauxhall-fabriek wordt gebouwd, onder de naam Vauxhall Monaro verkocht.

## Versies
Er zijn acht versies verkrijgbaar:

### 3.8 V6 Supercharged automaat
| Technische specificaties         |                           |
| koetswerk                        | vijfdeurs stationwagen    |
| plaatsen                         | 5                         |
| motor                            | V6; 3.8                   |
| motorligging                     | vooraan, in de lengte     |
| vermogen                         | 171 kW bij 5200 tpm       |
| trekkracht                       | 375 Nm bij 3000 tpm       |
| cilinderinhoud                   | 3791 cc                   |
| kleppen                          | 12                        |
| versnellingen                    | 4, automaat               |
| brandstof                        | benzine, cilinderinjectie |
| boring                           | 97,0 mm                   |
| slag                             | 86,0 mm                   |
| compressieverhouding             | 8,5                       |
| wielen                           | 17                        |
| remmen voor                      | geventileerde schijven    |
| remmen achter                    | geventileerde schijven    |
| aandrijving                      | achter                    |
| stuur                            | hydraulisch               |
| wielen                           | 6J                        |
| bandenmaat voor                  | 205/55 R 16               |
| bandenmaat achter                | 205/55 R 16               |
| wielbasis                        | 2788 mm                   |
| lengte                           | 4789 mm                   |
| breedte                          | 1841 mm                   |
| hoogte                           | 1397 mm                   |
| spoor voor                       | 1559 mm                   |
| spoor achter                     | 1577 mm                   |
| kofferinhoud                     | 370 l                     |
| tank                             | 75 liter                  |
| brandstofverbruik in de stad     | 12,5 l/100 km             |
| brandstofverbruik buiten de stad | 7,6 l/100 km              |

### 5.7 V8 225 kW
| Technische specificaties         |                           |
| koetswerk                        | vijfdeurs stationwagen    |
| plaatsen                         | 5                         |
| motor                            | V8; 4.7                   |
| motorligging                     | vooraan, in de lengte     |
| vermogen                         | 225 kW bij 5200 tpm       |
| trekkracht                       | 460 Nm bij 4400 tpm       |
| cilinderinhoud                   | 5665 cc                   |
| kleppen                          | 16                        |
| versnellingen                    | 5, manueel                |
| brandstof                        | benzine, cilinderinjectie |
| boring                           | 99,0 mm                   |
| slag                             | 92,0 mm                   |
| compressieverhouding             | 8,2                       |
| wielen                           | 17                        |
| remmen voor                      | geventileerde schijven    |
| remmen achter                    | geventileerde schijven    |
| aandrijving                      | achter                    |
| stuur                            | hydraulisch               |
| wielen                           | 6J                        |
| bandenmaat voor                  | 205/55 R 16               |
| bandenmaat achter                | 205/55 R 16               |
| wielbasis                        | 2788 mm                   |
| lengte                           | 4789 mm                   |
| breedte                          | 1841 mm                   |
| hoogte                           | 1397 mm                   |
| spoor voor                       | 1559 mm                   |
| spoor achter                     | 1577 mm                   |
| kofferinhoud                     | 370 l                     |
| tank                             | 75 liter                  |
| brandstofverbruik in de stad     | 13 l/100 km               |
| brandstofverbruik buiten de stad | 7,4 l/100 km              |

### 5.7 V8 225 kW automaat
| Technische specificaties         |                           |
| koetswerk                        | vijfdeurs stationwagen    |
| plaatsen                         | 5                         |
| motor                            | V8; 5.7                   |
| motorligging                     | vooraan, in de lengte     |
| vermogen                         | 225 kW bij 5200 tpm       |
| trekkracht                       | 460 Nm bij 4400 tpm       |
| cilinderinhoud                   | 5665 cc                   |
| kleppen                          | 16                        |
| versnellingen                    | 4, automaat               |
| brandstof                        | benzine, cilinderinjectie |
| boring                           | 99,0 mm                   |
| slag                             | 92,0 mm                   |
| compressieverhouding             | 8,2                       |
| wielen                           | 17                        |
| remmen voor                      | geventileerde schijven    |
| remmen achter                    | geventileerde schijven    |
| aandrijving                      | achter                    |
| stuur                            | hydraulisch               |
| wielen                           | 6J                        |
| bandenmaat voor                  | 205/55 R 16               |
| bandenmaat achter                | 205/55 R 16               |
| wielbasis                        | 2788 mm                   |
| lengte                           | 4789 mm                   |
| breedte                          | 1841 mm                   |
| hoogte                           | 1397 mm                   |
| spoor voor                       | 1559 mm                   |
| spoor achter                     | 1577 mm                   |
| kofferinhoud                     | 370 l                     |
| gewicht                          | 1645 kg                   |
| tank                             | 75 liter                  |
| brandstofverbruik in de stad     | 13 l/100 km               |
| brandstofverbruik buiten de stad | 8 l/100 km                |

### 5.7 V8 235 kW
| Technische specificaties |                           |
| koetswerk                | vijfdeurs stationwagen    |
| plaatsen                 | 5                         |
| motor                    | V8; 5.7                   |
| motorligging             | vooraan, in de lengte     |
| vermogen                 | 235 kW bij 5200 tpm       |
| trekkracht               | 460 Nm bij 4000 tpm       |
| cilinderinhoud           | 5667 cc                   |
| kleppen                  | 16                        |
| versnellingen            | 5, manueel                |
| brandstof                | benzine, cilinderinjectie |
| boring                   | 99,0 mm                   |
| slag                     | 92,0 mm                   |
| compressieverhouding     | 10,1                      |
| wielen                   | 17                        |
| remmen voor              | geventileerde schijven    |
| remmen achter            | geventileerde schijven    |
| aandrijving              | achter                    |
| stuur                    | hydraulisch               |
| wielen                   | 6J                        |
| bandenmaat voor          | 205/55 R 16               |
| bandenmaat achter        | 205/55 R 16               |
| wielbasis                | 2788 mm                   |
| lengte                   | 4789 mm                   |
| breedte                  | 1841 mm                   |
| hoogte                   | 1397 mm                   |
| spoor voor               | 1559 mm                   |
| spoor achter             | 1577 mm                   |
| kofferinhoud             | 370 l                     |
| gewicht                  | 1652 kg                   |
| tank                     | 75 liter                  |

### 5.7 V8 235 kW automaat
| Technische specificaties |                           |
| koetswerk                | vijfdeurs stationwagen    |
| plaatsen                 | 5                         |
| motor                    | V8; 5.7                   |
| motorligging             | vooraan, in de lengte     |
| vermogen                 | 235 kW bij 5200 tpm       |
| trekkracht               | 460 Nm bij 4000 tpm       |
| cilinderinhoud           | 5667 cc                   |
| kleppen                  | 16                        |
| versnellingen            | 4, automaat               |
| brandstof                | benzine, cilinderinjectie |
| boring                   | 99,0 mm                   |
| slag                     | 92,0 mm                   |
| compressieverhouding     | 10,1                      |
| wielen                   | 17                        |
| remmen voor              | geventileerde schijven    |
| remmen achter            | geventileerde schijven    |
| aandrijving              | achter                    |
| stuur                    | hydraulisch               |
| wielen                   | 6J                        |
| bandenmaat voor          | 205/55 R 16               |
| bandenmaat achter        | 205/55 R 16               |
| wielbasis                | 2788 mm                   |
| lengte                   | 4789 mm                   |
| breedte                  | 1841 mm                   |
| hoogte                   | 1397 mm                   |
| spoor voor               | 1559 mm                   |
| spoor achter             | 1577 mm                   |
| kofferinhoud             | 370 l                     |
| gewicht                  | 1652 kg                   |
| tank                     | 75 liter                  |

### 5.7 V8 245 kW
| Technische specificaties |                           |
| koetswerk                | vijfdeurs stationwagen    |
| plaatsen                 | 5                         |
| motor                    | V8; 5.7                   |
| motorligging             | vooraan, in de lengte     |
| vermogen                 | 245 kW bij 5600 tpm       |
| trekkracht               | 465 Nm bij 4000 tpm       |
| cilinderinhoud           | 5667 cc                   |
| kleppen                  | 16                        |
| versnellingen            | 6, manueel                |
| brandstof                | benzine, cilinderinjectie |
| boring                   | 99,0 mm                   |
| slag                     | 92,0 mm                   |
| compressieverhouding     | 10,1                      |
| wielen                   | 17                        |
| remmen voor              | geventileerde schijven    |
| remmen achter            | geventileerde schijven    |
| aandrijving              | achter                    |
| stuur                    | hydraulisch               |
| wielen                   | 6J                        |
| bandenmaat voor          | 205/55 R 16               |
| bandenmaat achter        | 205/55 R 16               |
| wielbasis                | 2788 mm                   |
| lengte                   | 4789 mm                   |
| breedte                  | 1841 mm                   |
| hoogte                   | 1397 mm                   |
| spoor voor               | 1559 mm                   |
| spoor achter             | 1577 mm                   |
| kofferinhoud             | 370 l                     |
| gewicht                  | 1646 kg                   |
| tank                     | 75 liter                  |

### 5.7 V8 245 kW automaat
| Technische specificaties |                           |
| koetswerk                | vijfdeurs stationwagen    |
| plaatsen                 | 5                         |
| motor                    | V8; 5.7                   |
| motorligging             | vooraan, in de lengte     |
| vermogen                 | 245 kW bij 5600 tpm       |
| trekkracht               | 465 Nm bij 4000 tpm       |
| cilinderinhoud           | 5667 cc                   |
| kleppen                  | 16                        |
| versnellingen            | 4, automaat               |
| brandstof                | benzine, cilinderinjectie |
| boring                   | 99,0 mm                   |
| slag                     | 92,0 mm                   |
| compressieverhouding     | 10,1                      |
| wielen                   | 17                        |
| remmen voor              | geventileerde schijven    |
| remmen achter            | geventileerde schijven    |
| aandrijving              | achter                    |
| stuur                    | hydraulisch               |
| wielen                   | 6J                        |
| bandenmaat voor          | 205/55 R 16               |
| bandenmaat achter        | 205/55 R 16               |
| wielbasis                | 2788 mm                   |
| lengte                   | 4789 mm                   |
| breedte                  | 1841 mm                   |
| hoogte                   | 1397 mm                   |
| spoor voor               | 1559 mm                   |
| spoor achter             | 1577 mm                   |
| kofferinhoud             | 370 l                     |
| gewicht                  | 1652 kg                   |
| tank                     | 75 liter                  |

### 5.7 V8 285 kW
| Technische specificaties        |                           |
| koetswerk                       | vijfdeurs stationwagen    |
| plaatsen                        | 5                         |
| motor                           | V8; 5.7                   |
| motorligging                    | vooraan, in de lengte     |
| vermogen                        | 285 kW bij 5800 tpm       |
| trekkracht                      | 510 Nm bij 4800 tpm       |
| cilinderinhoud                  | 5667 cc                   |
| kleppen                         | 16                        |
| versnellingen                   | 6, manueel                |
| brandstof                       | benzine, cilinderinjectie |
| boring                          | 99,0 mm                   |
| slag                            | 92,0 mm                   |
| compressieverhouding            | 10,1                      |
| wielen                          | 17                        |
| remmen voor                     | geventileerde schijven    |
| remmen achter                   | geventileerde schijven    |
| aandrijving                     | achter                    |
| stuur                           | hydraulisch               |
| wielen                          | 6J                        |
| bandenmaat voor                 | 205/55 R 16               |
| bandenmaat achter               | 205/55 R 16               |
| wielbasis                       | 2788 mm                   |
| lengte                          | 4789 mm                   |
| breedte                         | 1841 mm                   |
| hoogte                          | 1397 mm                   |
| spoor voor                      | 1559 mm                   |
| spoor achter                    | 1577 mm                   |
| kofferinhoud                    | 370 l                     |
| gewicht                         | 1646 kg                   |
| tank                            | 75 liter                  |
| brandstofverbruik (stad)        | 21,9                      |
| brandstofverbruik (uit de stad) | 11,2                      |
| brandstofverbruik (gemiddeld)   | 15,5                      |
| topsnelheid                     | 261 km/u                  |
| acceleratie van 0 tot 100 km/u  | 5,4 sec.                  |

Historische modellen: 
Adventra ·
Apollo ·
Astra ·
Barina ·
Barina Spark ·
Belmont ·
Brougham ·
Business ·
Calibra ·
Camira ·
Caprice/Statesman ·
Captiva 5 ·
Captiva 7 ·
Colorado ·
Combo ·
Commodore ·
Crewman ·
Cruze ·
Drover ·
Epica ·
Frontera ·
Gemini ·
Jackaroo ·
Kingswood ·
Malibu ·
Monaro ·
Nova ·
One Tonner ·
Panel Van ·
Piazza ·
Premier ·
Rodeo ·
Sandman ·
Scurry ·
Shuttle ·
Special ·
Standard ·
Suburban ·
Sunbird ·
Tigra ·
Torana ·
Ute/Utility ·
Utility/Coupe Utility ·
Vectra ·
Viva ·
Volt
Zafira
Hoofdseries: 
FX · 
FJ · 
FE · 
FC · 
FB · 
EK · 
EJ · 
EH · 
HD · 
HR · 
HK · 
HT · 
HG · 
HQ · 
HJ · 
HX · 
HZ · 
VB · 
VC · 
VH · 
VK · 
VL · 
VN · 
VP · 
VR · 
VS · 
VT · 
VX · 
VY · 
VZ · 
VE · 
VF
Nevenseries:
WB · 
VG · 
VQ · 
VU · 
WH · 
WK · 
WL · 
WM · 
WN